# 李安
李安（英語：Ang Lee，1954年10月23日—），臺灣導演，出身屏東潮州，祖籍江西德安，曾獲得多個主要國際電影獎項，包括兩屆奧斯卡金像獎、兩屆金球獎、兩屆威尼斯影展最佳影片金獅獎以及兩屆柏林影展最佳影片金熊獎、英國電影學院獎終身成就獎。
李安在1999年執導的《臥虎藏龍》獲得第73屆奧斯卡最佳外語片獎及三個技術獎項。2006年和2013年則分別以《斷背山》和《少年Pi的奇幻漂流》獲得第78屆奧斯卡金像獎與第85屆奧斯卡金像獎「最佳導演獎」，是第一位獲得該獎項的亞洲導演，也是至今唯一兩度獲得該獎項的亞洲導演。
為表彰他對電影的貢獻，小行星64291以他的名字命名，獲頒贈中華民國一等、二等景星勳章、法國文化藝術騎士勳章、日本高松宮殿下紀念世界文化賞與總統文化獎。
李安是目前柏林影展歷史上唯一獲得過兩次最佳影片的導演。李安亦是歷史首位曾於奧斯卡獎、英國電影學院獎以及金球獎三大世界性電影頒獎典禮上都獲得最佳導演獎項的華人導演。

## 個人生活
1954年10月23日，李安出生於臺灣屏東縣的潮州鎮:18，為李昇與楊思莊夫婦的孩子:14。李安有兩個姐姐:16李文與李人，以及一個弟弟李崗:39。李安之父李昇是一名教育家:14，於1949年隨中華民國政府遷臺，擔任文官。李安從小學習中華文化和藝術，如書法與中國經典:16。李安在一次採訪中對記者自述：“爸爸給我取名‘李安’，源自爸爸來臺灣時搭乘的輪船就叫‘永安號’”。李安的家庭相當注重教育。
1956年，李安2歲時，全家因父親轉任花蓮師範學校校長而搬到了花蓮居住:24。李安在花蓮曾就讀於兩所小學，分別為花蓮明禮國民小學及花蓮師範學校附屬小學（現為國立東華大學附設實驗國民小學）:22。後來李昇調任到臺南的臺南二中，於是李安跟隨父親來到臺南，先後又就讀兩所小學:19-23。李安後來曾表示他住在花蓮的那八年的時光，是他北上就讀臺灣藝專前最快樂的一段歲月。
李安高中原就讀於臺南二中，後來轉學考進臺南一中（父親李昇曾先後擔任過這兩校的校長）。李安對於讀書毫無興趣，一心只想著當導演:28:57-59。
1973年，李安在大學考試落榜兩次後，才通過三年制專科考試，進入國立臺灣藝術專科學校（今國立台灣藝術大學）影劇科就讀:29-30:60-67:16。李安在藝專裡演了超過15齣戲，並曾自編自導了多齣獨幕劇:34-35。1974年，李安獲得大專話劇比賽的最佳男主角:34-35。
1975年，李安畢業於藝專。在就讀藝專期間，李安受到了電影《處女之泉》（1960年，英格瑪·伯格曼執導）、《畢業生》（1967年，麥克·尼可斯執導）、《單車失竊記》（1948年，維多里奧·狄西嘉執導）及《慾海含羞花》（1962年，米開朗基羅·安東尼奧尼執導）的深遠影響:36-38，並對戲劇和藝術產生興趣:34-35。
1979年，李安在海军服完兵役之後，依照父親原有的計劃，前往美國就讀伊利諾大學香檳分校戲劇系，並在1980年順利取得藝術學士學位:42-43。
1981年，李安繼續至紐約大學帝势艺术学院就讀電影製作研究所，於1984年取得藝術創作碩士學位:45-48。李安在就讀紐約大學期間於完成了短片《蔭涼湖畔》（1982年），該片榮獲臺灣金穗獎最佳劇情短片獎:48。
1983年，李安與林惠嘉結婚。林惠嘉與李安育有二子，分別是長子李涵（1984年）與次子李淳（1990年）:20。
李安的妻子林惠嘉是伊利諾大學香檳分校生物學博士，現任紐約醫學院病理學研究員。兩人同為臺灣留學生，因同為世界青少棒大賽加油而認識。
1984年，李安拍出了他的畢業作品《分界線》:48，獲得紐約大學影展的最佳導演獎及最佳影片獎:51。
2001年，李安獲得母校美國紐約大學頒發榮譽博士學位。
2005年，李安因拍出了《斷背山》，在美國贏得奧斯卡金像獎最佳導演獎。
2010年，李安獲得母校国立台湾艺术大学頒發榮譽博士學位。
2013年，李安因拍出了《少年Pi的奇幻漂流》，在美國二次贏得奧斯卡金像獎最佳導演獎。

## 事業

### 早期
李安在1984年完成的紐約大學畢業作品引起威廉·莫里斯奋进經紀公司的注意:51。李安也因經紀人的說詞而選擇留在美國，順便陪伴幼子及還未拿到學位的妻子:51。儘管如此，李安仍未有工作上門，失業長達六年。期間，李安寫下多部劇本，並不斷找片商碰運氣:51-66。

### 1991年至2000年
李安在1990年創作了兩份劇本，分別是《推手》和《囍宴》，並在中華民國行政院新聞局主辦的比賽中獲得優良電視劇本首獎及二獎的肯定。李安的獲獎劇本引起當時擔任中央電影公司副總經理徐立功的注意。徐立功邀請李安拍攝《推手》（1991年），這是徐立功首次擔任製作人。從此之後，李安正式開啓了導演生涯。李安首作《推手》（1992年）在臺灣獲得票房上的成功，也受到評論家的讚賞。《推手》在金馬獎獲得8項提名，也獲得亞太影展最佳影片獎的肯定。李安在這部電影首次與臺灣演員郎雄合作，而郎雄也獲得第28屆金馬獎最佳男主角獎。李安在《推手》首次與詹姆士·夏姆斯合作，後來他們的合作關係仍然一直持續下去。在這次成功的鼓舞之下，李安緊接著拍攝第2部電影《囍宴》（1993年），並首度贏得柏林電影節金熊獎、金馬獎最佳影片及最佳導演獎，也入圍金球獎和奧斯卡獎最佳外語片獎，促使李安成為臺灣電影界的後起之秀。
李安前兩部電影背景是華裔美國人的故事，所以都遠赴美國出外景。徐立功在1994年與李安再次合作《飲食男女》，背景則設定臺灣，劇情描繪臺北一個家庭中存在的傳統價值觀、現代都市人的互動及成員之間的矛盾。這部電影再次獲得票房上的成功，並廣受好評。李安的電影連續兩年同時在金球獎和奧斯卡獎獲得最佳外語片的提名，同時也首次入圍英國電影和電視藝術學院獎。《飲食男女》在臺灣和國際上總共奪得五個獎項，包括獨立精神獎最佳導演獎。好萊塢片商也購買這部電影的版權，然後翻拍成《玉米粉圓餅湯》（2001年）。《推手》、《囍宴》與《飲食男女》因為深刻描寫父親的傳統形象（皆由郎雄飾演）所以也被稱為父親三部曲或家庭三部曲。
李安前三部電影作品的成功替他打開美國好萊塢的大門。李安於是在1995年執導哥倫比亞影業與三星影業製作的英國古典電影《理性與感性》。李安在《理性與感性》中與著名英國演員休·葛蘭、艾倫·瑞克曼及凱特·溫斯蕾與曾經獲得奧斯卡最佳女主角獎的愛瑪·湯普森合作。從臺灣電影到英國電影之間的改變並沒有阻礙李安的工作，李安也憑藉《理性與感性》在柏林電影節第2次獲得金熊獎。《理性與感性》在奧斯卡獎獲得7項提名，愛瑪·湯普森也榮獲奧斯卡最佳改編劇本獎。《理性與感性》也在金球獎與英國電影和電視藝術學院獎分別入獲得5項與3項大獎，最終獲得金球獎最佳戲劇片獎與英國電影和電視藝術學院獎最佳影片獎。
在此之後，李安繼續執導兩部好萊塢電影：《冰風暴》（1997年）及《與魔鬼共騎》（1999年）。《冰風暴》劇情以20世紀70年代的美國郊區為背景，而《與魔鬼共騎》則是一部美國南北戰爭電影。雖然一些電影評論者仍然給予這兩部電影高度評價，但是他們的票房並不令人滿意，並一度讓李安自執導第一部劇情長片以來一貫受一般觀眾和藝術電影愛好者歡迎的情形中斷。然而在1990年代末和2000年代，《冰風暴》已具有較佳的VHS和DVD銷售及出租數量，有線電視反復的放映也增加電影的知名度。詹姆士·夏姆斯也以《冰風暴》獲得坎城影展最佳劇本獎。
在1999年，李安的老搭檔徐立功邀請他拍中國傳統的武俠電影。李安高興能有機會實現他兒時的夢想，於是組成一個來自中國大陸、臺灣和香港的團隊來拍攝《臥虎藏龍》（2000年）。這部電影是改編自中國小說家王度廬所撰寫的武俠小說《臥虎藏龍》，並在全世界獲得令人驚訝的成功。華語對話配合英文字幕的這部電影在許多國家成為有史以來最賣座的外國電影，包括美國和英國在內，並獲得奧斯卡獎10項入圍（包括最佳影片獎、最佳外語片獎與最佳導演獎），成為史上入圍奧斯卡獎最多獎項的外國電影。《臥虎藏龍》最終獲得最佳外語片獎及三個技術獎項。《臥虎藏龍》也成為美國歷史上票房最高的外語片（收入為1.28億美元），並成為全球華語片收入最多的電影。《臥虎藏龍》的成功證明李安的電影藝術具有普遍性的吸引力，並為西方觀眾拓展華人武俠電影的魅力。

### 2001年至2010年

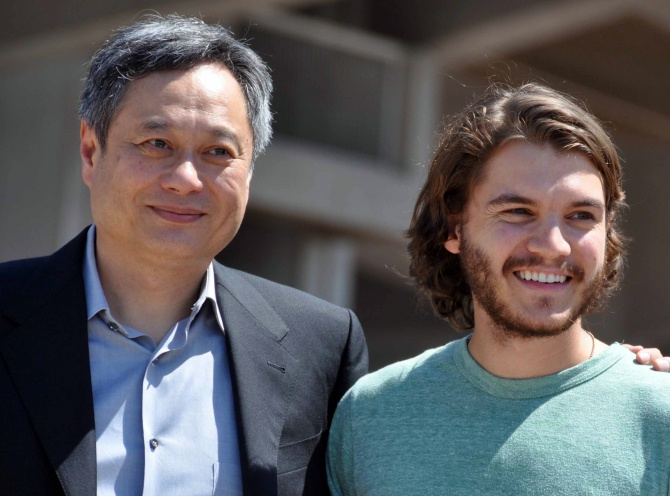
李安與艾米爾·賀許參加2009年的坎城影展

李安在2003年回到好萊塢拍攝《綠巨人浩克》（改編自漫畫人物浩克），這也是他第一部大成本的電影作品。這部影片得到的評價相當兩極，成為一部不是很成功的電影，票房收入只有2.45億美元。在遭遇這次挫折之後，李安考慮提前退休，但是他的父親則鼓勵他繼續拍攝電影，於是李安最終打消退休的念頭:14-15。自《推手》起即與李安合作的詹姆斯‧夏穆斯亦為本片的製作人，他認為雖然有人視該片為李安電影生涯中的唯一敗筆，但就算是他最糟作品，卻還能在影評統計網站「爛番茄」上，擁有62％的好評度。
在拍攝完《綠巨人浩克》之後，身心疲乏的李安謝絕所有片約，休養了好一段時間。之後，他決定拍攝一部低成本與低姿態獨立電影，劇本根據美國小說家安妮·普露入圍普利茲小說獎的短篇故事《斷背山》所改編。美國《芝加哥論壇報》影評作家羅伯特·艾爾德在2005年的文章中引述李安的說法：“我對懷俄明州的同性戀農場工人知道些什麼？”。就算忽略故事的主題，《斷背山》也顯露出李安探索人類心靈深處的能力。2005年這部關於懷俄明州禁忌愛情故事的電影立即引起了公眾的注意，並成為一種文化現象，引發許多激烈的辯論，獲得票房上的成功。
這部電影在大型國際電影節廣受好評並在世界各地榮獲許多最佳影片獎和最佳導演獎。《斷背山》是2005年最受讚譽的影片，總共贏得71個獎項，另外還有52個提名。它在紐約影評人協會、洛杉磯影評人協會、金球獎、英國電影和電視藝術學院獎、獨立精神獎和美國製片人協會等組織獲得最佳影片獎，並在2005年的威尼斯電影節獲得金獅獎。李安在美國導演工會還第二次獲得最佳導演獎。《斷背山》在奧斯卡獎獲得8項提名（包括最佳影片獎），是入圍最多獎項的電影。但是《斷背山》最終在最佳影片獎敗給《衝擊效應》，這部電影是關於一個洛杉磯種族衝突與歧視關係的故事。許多人普遍猜測，《斷背山》的同性戀主題是落敗的因素之一。李安則說他很失望，他的電影並沒有贏得最佳影片獎，但是很榮幸能夠贏得奧斯卡最佳導演獎，成為第一位獲此殊榮的亞洲人，也是首位獲得該獎項的黃種人。
經過《斷背山》的成功之後，李安電影的主題又回到了東方。他的下一部電影《色，戒》，劇情改編自中國著名作家張愛玲的一部短篇小說。這個故事完成於1950年，劇情發生在1939年至1940年之間第二次世界大戰，背景是遭到日本佔領的上海。跟《斷背山》一樣，李安這次也根據相對簡單的故事改編成電影。
《色，戒》由焦點影業來製作發行特點，並於2007年夏季和初秋於國際電影節上首映。這部電影在美國被美國電影協會分類為NC-17級（17歲及以下的觀眾無法進場），主要是劇情出現一些強烈而且直接的性愛場面。這對於電影的發行是一個挑戰，因為很多美國連鎖電影院拒絕放映NC-17級的電影。而導演李安及電影製片廠最終放棄上訴的決定。為了可以讓《色，戒》在中國公開放映，李安將電影內容刪除9分鐘以符合當局的可允許未成年人觀賞的審查標準。
《色，戒》在2007年威尼斯電影節中獲得金獅獎，這也是李安第2度獲得該獎項，也是3年內第2次獲獎。而《色，戒》在第44屆金馬獎上也大放異彩，獲得七項大獎成為當屆最大贏家。但是美國的電影評論家對於這部作品的評價並非都是正面的。《色，戒》在臺灣則是以原本的版本上映，並且非常受到歡迎，獲得商業上的成功。《色，戒》也在金馬獎獲得最佳影片獎與最佳導演獎。李安在臺灣宣傳電影並渡過中秋節時，他說他發現他的工作受到國人的廣泛讚譽，並且承認這部電影他對美國的觀眾並無高度的期待，「因為這部電影擁有節奏與它的電影語言都是非常的中國式的」。李安後來被選為2009年的威尼斯電影節（舉行時間從2009年9月2日至9月12日）的評審團主席。
李安在2009年完成電影《胡士托風波》，劇情描述美國紐約州在1969年舉辦音樂表演活動胡士托音樂節。《胡士托風波》入圍第62屆坎城影展競賽單元，雖然最終並未獲獎。

### 2011年至今
《少年Pi的奇幻漂流》改編自加拿大作家揚·馬特爾的同名小說《少年Pi的奇幻漂流》。由伊凡·卡漢（Irrfan Khan）與蘇拉·沙瑪演出，並於印度與臺灣進行拍攝工作。《少年Pi的奇幻漂流》是李安首次拍摄3D电影。
此部電影在台灣及印度拍攝，為李安的返鄉之作，電影中許多場景都是在台灣台中的水湳片場（原水湳機場）完成，甚至還搭造了一個長75公尺、寬30公尺、深3公尺的造浪池，耗資1億5千萬元新台幣，能製造數百種浪形。在電影上映後，此造浪池也被台中市政府保存下來，供民眾參觀。
2012年11月26日（法國當地時間），此片的歐洲首映在法國巴黎香榭大道上的高蒙電影公司戲院上演，包括臺灣駐法代表呂慶龍、曾與李安合作臥虎藏龍的楊紫瓊皆到場參加。據印亞新聞社11月26日報導，此片首映當天在全印開出亮麗成績，第一個周末（23至25日）票房即達1億9500萬盧比（約350萬美元）。而影片在中国大陆的票房也打败了同期上映的冯小刚新片《一九四二》，创造了李安个人作品在中國的票房记录，并且超越了本片的北美票房。
第70屆金球獎中，《少年Pi的奇幻漂流》入圍最佳影片、最佳導演與最佳配樂三奬項。最後奪下最佳電影配樂，《少年Pi的奇幻漂流》作曲家麥可·丹諾在上台致詞時，特別表示要把這個獎與導演李安分享。
2013年2月24日（美國當地時間），《少年Pi的奇幻漂流》挾著入圍奧斯卡獎11個獎項的氣勢（僅次於《林肯傳》），一舉奪下奧斯卡最佳原創音樂、奧斯卡最佳視覺效果、奧斯卡最佳攝影與奧斯卡最佳導演獎，李安並因此片再次獲得第85屆奧斯卡金像獎的最佳导演奖殊榮，《少年Pi的奇幻漂流》在最佳影片敗給了班·艾佛列克的《亞果出任務》。
2016年4月6日，英國電影和電視藝術學院（BAFTA）宣布將把大不列顛獎傑出導演獎頒給李安，10月28日在加州比佛利山的希爾頓飯店舉行頒獎典禮。
2017年11月26日，臺北金馬影展執行委員會主席張艾嘉隨後宣布，由國際名導李安將接任下屆金馬執委會主席。
2021年4月6日，英國電影和電視藝術學院宣布李安獲得英國電影學院獎終身成就獎。
2021年9月10日，中華文化總會宣布李安獲得第11屆總統文化獎「文化耕耘獎」。
2022年11月30日，據報導，李安繼《比利·林恩的中場戰事》（2016年）和《雙子殺手》（2019年）之後的新作將是李小龍的傳記片《Bruce Lee》，由兒子李淳飾演李小龍。

### 影響與推薦
2010年4月29日李安為臺灣平民慈善家陳樹菊女士撰寫時代雜誌2010年百大英雄獎簡介。李安也在同一年10月30日重返母校國立臺灣藝術大學，並獲得國立臺灣藝術大學時任校長黄光男頒授國立臺灣藝術大學榮譽博士學位。
2012年11月9日全球五大視覺特效公司之一的節奏特效工作室(Rhythm & Hues Studios)在李安的牽線下，於臺灣高雄市駁二藝術特區掛牌，分公司正式成立，成為R&H在馬來西亞、印度及加拿大之外的另一個海外據點。
同樣為3D電影樹立典範的《阿凡達》導演占士·金馬倫，在看過電影後也讚不絕口，並在深具影響力的美國《洛杉磯時報》說:「《少年Pi的奇幻漂流》超越3D電影刻板印象，創下新旅程碑!」

### 逸事
- 曾經在1998年上映、由李巨源、馮光遠編導的偽紀錄片式電影《為人民服務》中，客串男主角徐玖經的朋友一角。
- 被誤傳写过卡通《叮噹貓》、《淘氣阿丹》、《莎拉公主》與特攝片《金獅王》的主題曲，但其實是同名同姓的音樂人作品。[49][50]透过助理李良山表示：“没有这回事。”[51][52]

## 主要作品

### 電影
| 年     | 片名                | 出品公司          | 預算               | 票房                                         | 製片人                                                          | 演員                                                                                          |
| ------ | ------------------- | ----------------- | ------------------ | -------------------------------------------- | --------------------------------------------------------------- | --------------------------------------------------------------------------------------------- |
| 1991年 | 推手                | 中央電影公司      | 13,500,000元新臺幣 | 臺灣:7,972,580元新臺幣 香港:342,130元港元    | 徐立功                                                          | 郎雄 王萊                                                                                     |
| 1993年 | 囍宴                | 中央電影公司      | 21,000,000元新臺幣 | 臺灣:47,439,670元新臺幣                      | 徐立功 李安 詹姆士·夏姆斯                                       | 郎雄 歸亞蕾 趙文瑄 金素梅                                                                     |
| 1994年 | 飲食男女            | 中央電影公司      | 38,000,000元新臺幣 | 臺灣:17,544,730元新臺幣 香港:8,070,007元港元 | 徐立功                                                          | 郎雄 歸亞蕾 吳倩蓮 楊貴媚 王渝文 趙文瑄 陳昭榮                                                |
| 1995年 | 理性與感性          | 哥倫比亞影業      | 16,000,000元美金   | 134,993,774元美金                            | Lindsay Doran                                                   | 艾瑪·湯普遜 休·葛蘭 凱特·溫斯蕾 艾倫·瑞克曼                                                   |
| 1997年 | 冰風暴              | 福斯探照燈影業    | 18,000,000元美金   | 8,038,061元美金                              | Ted Hope 李安 詹姆士·夏姆斯                                     | 凱文·克萊 瓊·愛倫 雪歌妮·薇佛 亨利茲尼 陶比·麥奎爾 克莉絲汀娜·蕾西 伊利亞·伍德 亞當·哈恩-博德 |
| 1999年 | 與魔鬼共騎          | 環球影業          | 38,000,000元美金   | 635,096元美金                                | Robert F. Colesberry Ted Hope 詹姆士·夏姆斯                     | Tobey Maguire Skeet Ulrich Jewel Kilcher                                                      |
| 2000年 | 臥虎藏龍            | 哥倫比亞影業      | 17,000,000元美金   | 213,525,736元美金                            | 徐立功 江志強 李安                                              | 周潤發 楊紫瓊 章子怡 張震                                                                     |
| 2003年 | 綠巨人浩克          | 環球影業          | 120,000,000元美金  | 245,300,000元美金                            | Avi Arad Gale Anne Hurd Larry J. Franco                         | 艾瑞克·巴納 珍妮佛·康納莉 山姆·埃利奧特                                                       |
| 2005年 | 斷背山              | 焦点影業          | 14,000,000元美金   | 178,100,000元美金                            | 黛安娜·歐莎娜 詹姆士·夏姆斯                                     | 希斯·萊傑 傑克·吉倫哈爾 安妮·海瑟薇 蜜雪兒·威廉絲                                             |
| 2007年 | 色，戒              | 海上影業 焦点影業 | 15,000,000元美金   | 67,091,915元美金                             | 李安 江志強 詹姆士·夏姆斯                                       | 梁朝偉 湯唯 王力宏 陳冲                                                                       |
| 2009年 | 胡士托風波          | 焦点影業          | 30,000,000元美金   | 10,000,000元美金                             | 李安 詹姆士·夏姆斯                                              | 狄米崔·马丁 强纳森·葛夫 尤金·李维 艾米尔·贺许 李佛·薛伯 杰佛利·迪恩·摩根                      |
| 2012年 | 少年Pi的奇幻漂流    | 二十世紀福斯      | 120,000,000元美金  | 609,016,565元美金                            | 李安 吉爾·內特 戴維·沃馬克                                      | 蘇拉·沙瑪 塔布 伊凡·卡漢                                                                      |
| 2016年 | 比利·林恩的中場戰事 | 三星影業          | 40,000,000元美金   | 30,930,984元美金                             | 賽門·康威爾 史蒂芬·康威爾 馬克·普拉特 湯姆·羅斯曼 摩洛蒂·湯瑪士 | 喬·艾文 克莉絲汀·史都華 蓋瑞特·荷德倫 史提夫·馬丁 Barney Harris                               |
| 2019年 | 雙子殺手            | 派拉蒙影業        | 138,000,000元美金  | 173,200,000元美金                            | 傑瑞·布洛克海默 大衛·艾利森                                     | 威爾·史密斯 克萊夫·歐文 瑪麗·伊莉莎白·文斯蒂德 黃凱旋                                         |
| 未定   | Bruce Lee           |                   |                    |                                              | Lawrence Grey 李香凝 李安 Ben Everard Brian Bell                | 李淳                                                                                          |

## 榮譽

### 中华民国勋章奖章
- 二等景星勋章（2006年5月2日于中華民國总统府颁授[53]）
- 一等景星勋章（2013年5月10日于中華民國总统府颁授[54]）

### 腳註
1. ↑  歷屆傑出成就獎校友傑出成就獎 （页面存档备份，存于）
2. ↑  华人导演李安再获奥斯卡最佳导演 的存檔，存档日期2013-02-28.，亚太日报，2013年3月22日
3. 1 2  . 新頭殼. 2021-04-07  [2021-04-10]. （原始内容存档于2021-11-09） （中文（臺灣））.
4. ↑  Chamberlin, Alan. . ssd.jpl.nasa.gov.   [2010-09-10]. （原始内容存档于2021-07-30）.
5. ↑  陳總統接見李安先生，並頒授二等景星勳章表揚他為國爭光 的存檔，存档日期2015-05-18.
6. ↑  總統令 （页面存档备份，存于）, 中華民國總統府新聞稿
7. ↑  記者蔡筱穎巴黎27日專電. . (台灣)中央通訊社. 2012年11月28日  [2012-12-03]. （原始内容存档于2013-12-03）.
8. ↑  顏士凱. .   [2015-11-27]. （原始内容存档于2015-12-08）.
9. ↑  戴雅真、楊明珠. . (台灣)中央通訊社. 2024-11-19. （原始内容存档于2025-03-20）.
10. ↑  總統文化獎公布 李安、陳榮基、陳柏均獲獎 （页面存档备份，存于），中央通訊社，2021/9/10
11. ↑  【影展系列】《喜宴》 （页面存档备份，存于），國立政治大學藝文活動中心
12. ↑  . IMDb.   [2017-10-22]. （原始内容存档于2017-10-03）.
13. ↑  Yi, Ho. . Taipei Times. 2006-03-07  [2017-10-22]. （原始内容存档于2017-09-22）.
14. 1 2 3 4 5 6 7 8 9 10 11 12 13 14 15 16 17  張靚蓓著. . 臺灣: 時報文化. 2002-11-11. ISBN 978-957-133-803-3.
15. 1 2 3 4 5 6  譚立安著. . 臺灣: 遠見天下文化出版股份有限公司. 2014-03-25. ISBN 978-986-320-406-0.
16. ↑  . 國立臺南第一高級中學.   [2017-11-22]. （原始内容存档于2009-01-26）.
17. 1 2 3 4  柯瑋妮著; 黃煜文譯. . 臺灣: 時周文化. 2009-10. ISBN 978-986-7586-91-9.
18. ↑  . Talk Movie. 2015-04-01  [2017-11-22]. （原始内容存档于2017-12-01）.
19. ↑  Lipworth, Elaine. . The Guardian. 2013-04-26  [2016-10-01]. ISSN 0261-3077. （原始内容存档于2017-10-22）.
20. ↑  藍祖蔚. . 自由時報. 2009-10-12  [2013-01-18]. （原始内容存档于2017-10-22）.
21. 1 2 3  . 開眼電影網. 2012-11-22  [2017-11-20]. （原始内容存档于2017-11-22）.
22. ↑  . Studio360. 2008-08-08  [2017-10-22]. （原始内容存档于2008-08-11）.
23. ↑  Frey, Jennifer. . The New York Times. 2007-11-25  [2010-04-25]. （原始内容存档于2017-10-16）.
24. ↑  . The China Post. 2007-09-25  [2017-11-12]. （原始内容存档于2016-04-16）.
25. ↑  Frater, Patrick. . Variety. 2007-10-04  [2017-11-12]. （原始内容存档于2016-05-03）.
26. ↑  Abramowitz, Rachel. . Los Angeles Times. 2009-08-27  [2017-11-12]. （原始内容存档于2016-08-03）.
27. ↑  . 蘋果日報. 2006-03-06  [2017-11-06]. （原始内容存档于2017-11-06）.
28. ↑  . 北方网. 2001-05-11  [2001-05-11]. （原始内容存档于2017-10-22）.
29. ↑  . 腾讯网. 2010-10-30  [2010-10-30]. （原始内容存档于2017-10-22）.
30. ↑  Lee, Schamus Discuss Film Collaborations 的存檔，存档日期2009-03-27.
31. ↑  李達翰著. . 臺灣: 如果出版社. 2007-09. ISBN 978-986-83313-8-9 （中文（臺灣））.
32. ↑  王建宇. . 民生報. 2003-08-08: 第C1版 （中文（臺灣））.
33. ↑  王建宇; 蘇秀慧. . 民生報. 2003-12-11: 第C6版 （中文（臺灣））.
34. ↑  AP. . CBSNews. 2006-03-08  [2011-03-13]. （原始内容存档于2008-12-04）.
35. ↑  AFP. . Yahoo! News. 2007-09-11  [2011-03-13]. （原始内容存档于2007-09-17）.
36. ↑  Min Lee, Associated Press. . USA Today. 2007-09-23  [2011-03-13]. （原始内容存档于2012-01-27）.
37. ↑  . BBC News. 2009-02-27  [2009-02-27]. （原始内容存档于2009-02-27）.
38. ↑  .   [2012-11-21]. （原始内容存档于2013-12-02）.
39. ↑  少年Pi 歐洲首映巴黎登場[永久]
40. ↑  .   [2012-11-28]. （原始内容存档于2012-12-07）.
41. ↑  . news.mtime.com.   [2012-12-12]. （原始内容存档于2012-12-14）.
42. ↑  .   [2017-11-26]. （原始内容存档于2017-11-25）.
43. ↑  . 自由時報. 2021-04-07  [2021-09-10]. （原始内容存档于2021-11-09） （中文（臺灣））.
44. ↑  Jr, Mike Fleming; Jr, Mike Fleming. . Deadline. 2022-11-30  [2022-12-02]. （原始内容存档于2023-05-11） （美国英语）.
45. ↑  .   [2010-10-30]. （原始内容存档于2010-11-27）.
46. ↑  .   [2010-10-30]. （原始内容存档于2010-11-27）.
47. ↑  .   [2012-11-21]. （原始内容存档于2013-10-16）.
48. ↑  . www.elta.tv.[]
49. ↑  .   [2015-11-17]. （原始内容存档于2015-11-17） （中文（中国大陆））.
50. ↑  . 自由時報. 2013-02-27  [2015-12-06]. （原始内容存档于2015-12-08）.
51. ↑  . E网库资源网. 2016-04-06  [2016-04-06]. （原始内容存档于2016-04-19）.
52. ↑  . 网易. 2016-04-06  [2016-04-06]. （原始内容存档于2016-04-19）.
53. ↑  . 中华民国总统府. 2006-05-02  [2021-08-29]. （原始内容存档于2021-11-09）.
54. ↑  . 中华民国总统府. 2013-05-10  [2021-08-29]. （原始内容存档于2021-11-09）.
55. . 新浪網. 2006-05-12  [2017-10-22]. （原始内容存档于2017-07-06）.

### 文獻
- 2014年，《堅持夢想的大導演-李安》，譚立安著，小天下出版。
- 2013年，《李安的電影世界》(譯自 The Philosophy of Ang Lee)作者：勞勃‧艾普/主編 Robert Arp 主編；譯者：李政賢。(台北市：五南)。ISBN 9789571173436
- 2009年，《看懂李安：第一本從西方觀點剖析李安專書》(譯自The Cinema of Ang Lee: The Other Side of the Screen)　作者：柯瑋妮 (Whitney Crothers Dilley)；譯者：黃煜文。(台北市：時周文化)。ISBN 9789867586919
- 2002年，《十年一覺電影夢：李安傳》作者：張靚蓓。(台北市：時報文化)。ISBN 9789571338033
- "Ang Lee's movie has a backstory of pure serendipity" by Dan Bloom, Taipei Times （页面存档备份，存于） October 11, 2008
- Cheshire, Ellen. Ang Lee. London: Pocket Essentials, 2001.
- 紐約現場獨家專訪／李安：電影一直告訴我，它要變了 （页面存档备份，存于）

## 外部連結
- 李安在互联网电影资料库（IMDb）上的資料（英文）
- 李安在香港影庫上的簡介
- 李安在时光网上的簡介（简体中文）
- 李安在豆瓣上的资料（简体中文）
- 李安在台灣電影網上的資料（繁體中文）
- 中文電影資料庫：李安 （页面存档备份，存于）
- 華文影史庫 李安 簡介 （页面存档备份，存于）